# Битка код Солуна (1040)
Битка код Солуна (бугарски: Битката при Солун) вођена је 1040. године између војске Византијског царства са једне и Првог бугарског царства са друге стране. Битка је део Византијско-бугарских ратова, а завршена је победом Бугара.

## Битка
Византинци освајају Бугарску 1018. године након борбе од скоро пола века. Године 1040. Петар Дељан диље устанак против Византијског царства. Тврдио је да је потомак бугарског цара Самуила и прогласио се за Петра II (након Петра I Бугарског). Исте године се спојио са војском побуњеног Тихомира у Драчу и кренуо у освајање византијских територија. Кренули су према истоку, ка византијском граду Солуну, другом по величини у царству. Тамо су поразили византијског цара Михајла Пафлагонца који је морао да побегне остављајући бугарима велику количину плена.